# Oles Hontschar

Signatur

Oles (Oleksandr) Terentijowytsch Hontschar (ukrainisch Оле́сь (Олекса́ндр) Тере́нтійович Гонча́р; wissenschaftliche Transliteration Oles‘ Hončar; * 3. April 1918 in Lomiwka, Ukrainische Volksrepublik; † 14. Juli 1995 in Kiew, Ukraine) war ein ukrainischer und sowjetischer Schriftsteller, Literaturkritiker und sozialer Aktivist.

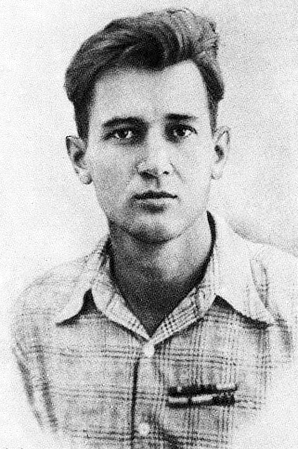
Oles Hontschar, etwa 2. Hälfte der 1940er Jahre

## Biografie
Oles Hontschar wurde als Oleksandr Terentijowytsch Bilytschenko am 3. April 1918 in der Siedlung Lomiwka (heute ein Stadtviertel im Rajon Amur-Nyschnjodnipro der Stadt Dnipro) als Kind von Fabrikarbeitern geboren. Nach dem Tod der Mutter lebte er bei seinen Großeltern mütterlicherseits in Suche (Сухе) in der Oblast Poltawa. Bei seiner Einschulung 1925 wurde er unter dem Mädchennamen seiner Mutter Hontschar gelistet und nannte sich seitdem Oles‘ (Kurzform von Oleksandr). Nach der siebenjährigen Schulzeit besuchte er von 1933 bis 1937 die Fachschule für Journalistik „Nikolaj Ostrovskij“ in Charkiw. In dieser Zeit arbeitete er als Korrespondent für mehrere regionale Zeitungen. Es entstanden die ersten Werke, wie „Die Kirschen blühen“ und „Ivan Mostovskij“. Diese beiden Erzählungen widmete er Menschen, die er gut kennt und liebt.
1938 schrieb er sich an der Philologischen Fakultät der Charkiwer Universität ein. Oles Hontschar genoss sein Studium, studierte nationale und ausländische Literatur, lernte Sprachen. Seine Kommilitonen waren die Autoren Dmytro Bilous und Hryhorij Tjutjunnyk. Im Juni 1941 verließ er die Universitätsbibliotheken, um mit vielen anderen Studenten als Freiwilliger an die Front zu gehen. Während des Zweiten Weltkrieges war er Oberfeldwebel und später der erste Sergeant der Mörser-Batterie im Bataillon der 72. Gardeschützendivision. Ungeachtet der Zustände an der Front entstanden in dieser Zeit Niederschriften und Gedanken, die der Autor selbst später „Konspekte der Gefühle“ und „poetische Entwürfe für künftige Werke“ nannte. Für seinen Fronteinsatz erhielt der Schriftsteller Auszeichnungen (Ruhmesorden, Orden des Roten Sterns, drei Medaillen „für Mut“).
Nach Beendigung seines Studiums 1946 an der Universität Dnipropetrowsk lebte er bei seiner älteren Schwester in Lomiwka und schreibt die Trilogie „Bannerträger“, deren Teile erstmals in der Zeitschrift „Vittschyzna“ gedruckt werden. Für „Bannerträger“ erhält Hontschar zwei Mal den Stalinpreis. Nach Fertigstellung des dreiteiligen Romans 1948 beschäftigt sich der Autor weiterhin mit der Kriegsthematik. Ende der 1940er / Anfang der 1950er Jahre schrieb Oles Hontschar eine Reihe von Kurzgeschichten und Erzählungen, die dem friedlichen Zusammenleben von Menschen gewidmet waren und sich mit wichtigen moralischen Aspekten ihres Zusammenlebens beschäftigten.
Von 1959 bis 1971 war Oles Hontschar Vorsitzender der Nationalen Autorenvereinigung der Ukraine, zusätzlich war er 1959 bis 1986 Sekretär der Union Sowjetischer Schriftsteller. Ab 1973 war der Autor Leiter des ukrainischen republikanischen Friedenskomitees, Mitglied des Weltfriedensrates und Mitglied der Nationalen Akademie der Wissenschaften der Ukraine. Er starb 1995 in Kiew und wurde dort auf dem Baikowe-Friedhof bestattet.
Oles Hontschar widmete sich ebenfalls der literaturkritischen Tätigkeit. Angefangen in der Studienzeit mit der Analyse der Werke von M. Kozjubynskyj und W. Stefanyk erstellte er später Dutzende von Artikeln, die später in separaten Büchern publiziert wurden („Über unsere Literatur“ 1972, „Über die, die uns wichtig sind“ 1978, „Schriftstellerisches Nachdenken“ 1980), und teilweise in die sechsbändige Werksammlung des Autors eingegangen sind. Arbeiten von Oles Hontschar wurden in insgesamt 67 Sprachen übersetzt.

## Werke

### Romane
- Bannerträger (Прапороносці): Buch 1. Die Alpen (Альпы, 1946), Buch 2. Die blaue Donau (Голубой Дунай, 1947), Buch 3. Das goldene Prag (Злата Прага, 1948).
- Tavrija (Таврія, 1952).
- Perekop (Перекоп, 1957) – Bürgerkriegs – Roman.
- Mensch und Waffen (Людина і зброя, 1960).
- Tronka (Тронка, 1963).
- Der Dom von Satschipljanka (Собор, 1968).
- Der Zyklon (Циклон, 1970).
- Bereh Ljubovi (Берег любові, 1976).
- Tvoja zorja (Твоя зоря, 1980).
- Kraplja Krovi (Крапля крові, 1984).

### Erzählungen
- Čerešni cvitut' (Черешні цвітуть, 1938)
- Ivan Mostovyj (Іван Мостовий, 1938)
- Stokozove pole (Cтокозове поле, 1941).
- Zemlja gudit (Земля гудит 1947).
- Mykyta Bratus‘ (Микита Братусь, 1950)
- Pust‘ gorit ogonek (Пусть горит огонек, 1954)
- Partizanskaja iskra. Kinopovest‘ (Партизанская искра. Киноповесть, 1955).
- Die Brigantine (Бригантина, 1973).
- Dalekie kostry (Далекие костры, 1986).
- Vospominanie ob okeane (Воспоминание об океане, 1988).

### Sammlungen von Kurzgeschichten
- Jug (Юг, 1951)
- Doroga za oblaka (Дорога за облака, 1953).
- Čary-kamyši (Чары-камыши, 1958)
- Maša s Verchoviny (Маша с Верховины, 1959)
- Za mig sčast'ja (За миг счастья, 1964)
- Dalekie kostry (Далекие костры, 1987).

### Essays
- Vstreči s druz'jami (Встречи с друзьями, 1950).
- Kitaj vblizi (Китай вблизи, 1952).
- Japonskie etjudy (Японские этюды, 1962).
- O našych pisateljach (О наших писателях, 1972).
- O tech, kto dorog (О тех, кто дорог, 1978).
- Pisatel'skije razmyšlenija (Писательскийe размышления, 1980).
- Čem žyvem. Na puti ukrainskogo vozroždenija (Чем живем. На пути украинского возрождения, 1991).

## Verarbeitung der Werke

### Theater
- Ballett „Tavrija“ (Musik von Vladimir Nahabin (Владимир Нахабин), 1959).
- Oper „Bannerträger“ (Прапороносці, Musik von Aleksandr Bilaš (Александр Билаш, 1985)).

### Verfilmungen
- „Devuška s majaka“ (Девушка с маяка) – UdSSR, 1956, Regisseur Hryhorij Krykun (Григорий Крикун); nach der Erzählung von „Pustj gorit ogonjok“
- „Partizanskaja iskra“ (Партизанская искра) – UdSSR, 1957, Regisseure Mečislava Maevskaja (Мечислава Маевская) und Andrej Masljukov (Андрей Маслюков).
- „Tavrija“ (Таврия) – UdSSR, 1959, Regisseur Jurij Lysenko (Юрий Лысенко).
- „Tronka“ (Тронка) – UdSSR, 1971, Regisseur Artur Vojtezkij (Артур Войтецкий).
- „Poloska neskošennych dikich cvetov“ (Полоска нескошенных диких цветов) – UdSSR, 1979, Regisseur Jurij Il‘jenko (Юрий Ильенко) nach der Erzählung von „Die Brigantine“
- „Vse pobeždaet ljubov'“ (Все побеждает любовь) – UdSSR, 1987, Regisseur Nikolaj Maščenko (Николай Мащенко) nach der Erzählung „Za mig sčast'ja“ (За миг счастья)

## Ehrungen und Auszeichnungen
- Stalinpreis (1948) – für das erste und zweite Buch des Romans „Bannerträger“ (1946–1947)
- Stalinpreis (1949) – für das dritte Buch des Romans „Bannerträger“ – (1948)
- Leninpreis (1964) – für den Roman „Tronka“ (1963)
- Staatspreis der UdSSR (1982) – für den Roman „Tvoja zorja“
- Taras-Schewtschenko-Preis, Nationalpreis der Ukraine (1962) – für den Roman „Mensch und Waffen“ (1960)
- Held der sozialistischen Arbeit (31. März 1978) – für einen erfolgreichen Beitrag an der Entwicklung der sowjetischen Literatur
- Leninorden (1978)
- Orden des Vaterländischen Krieges I. Klasse (1985)
- Orden des Roten Sterns
- Ruhmesorden III. Klasse
- Held der Ukraine (2005)

## Gedenkstätten
Oles Hontschar gewidmete Orte, Straßen und Gebäude
- Dnipro (вул. Гончарова), Nationale Oles-Hontschar-Universität Dnipropetrowsk
- Kiew Oles-Hontschar-Boulevard (ukrainisch вул. Олеся Гончара)
- Charkiw Flachrelief in der Universität, an der der Autor studierte[1]